# Công viên Ludowy ở Bydgoszcz

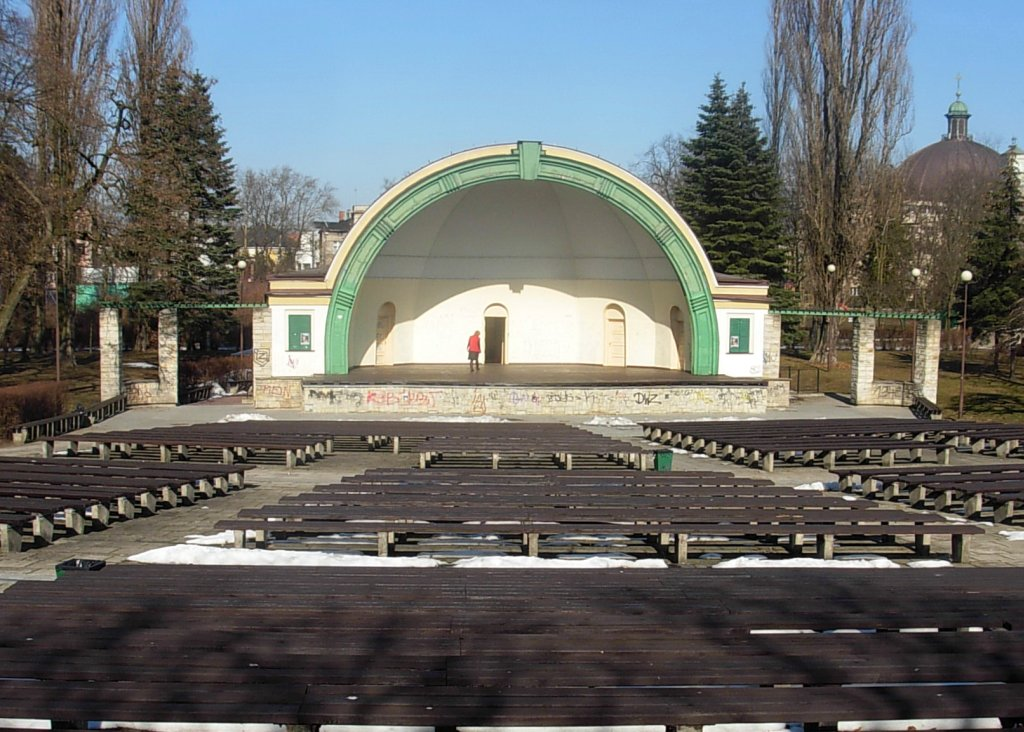
Công viên Ludowy ở Bydgoszcz.

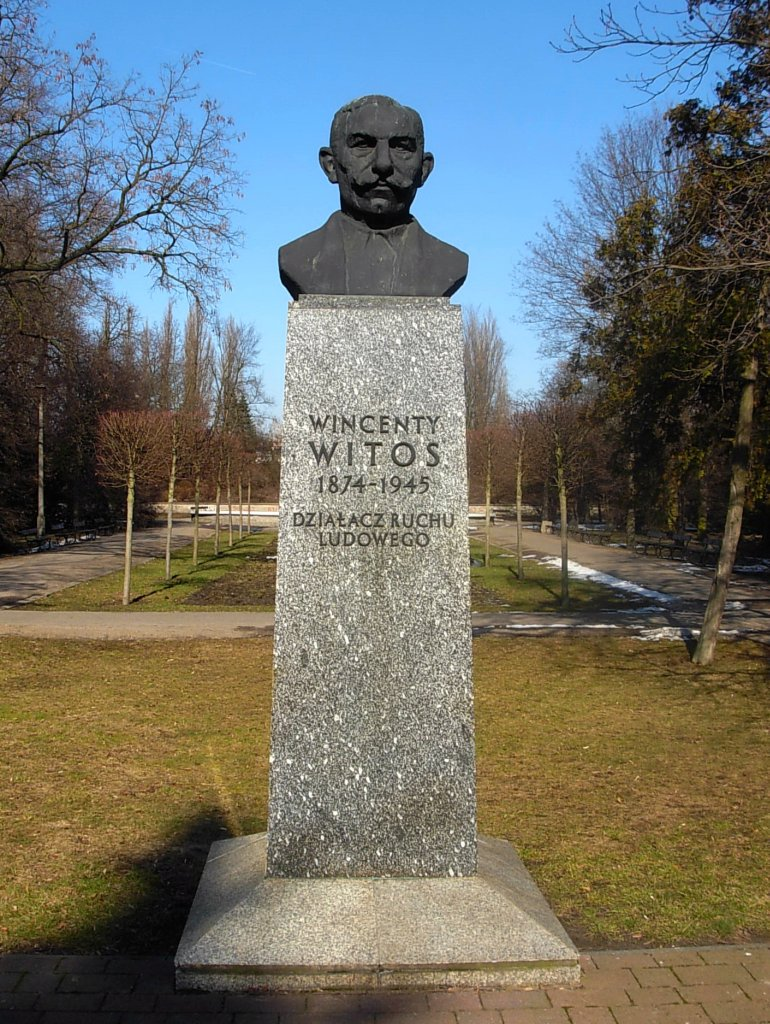
Đài tưởng niệm chính trị gia Wincenty Witos.

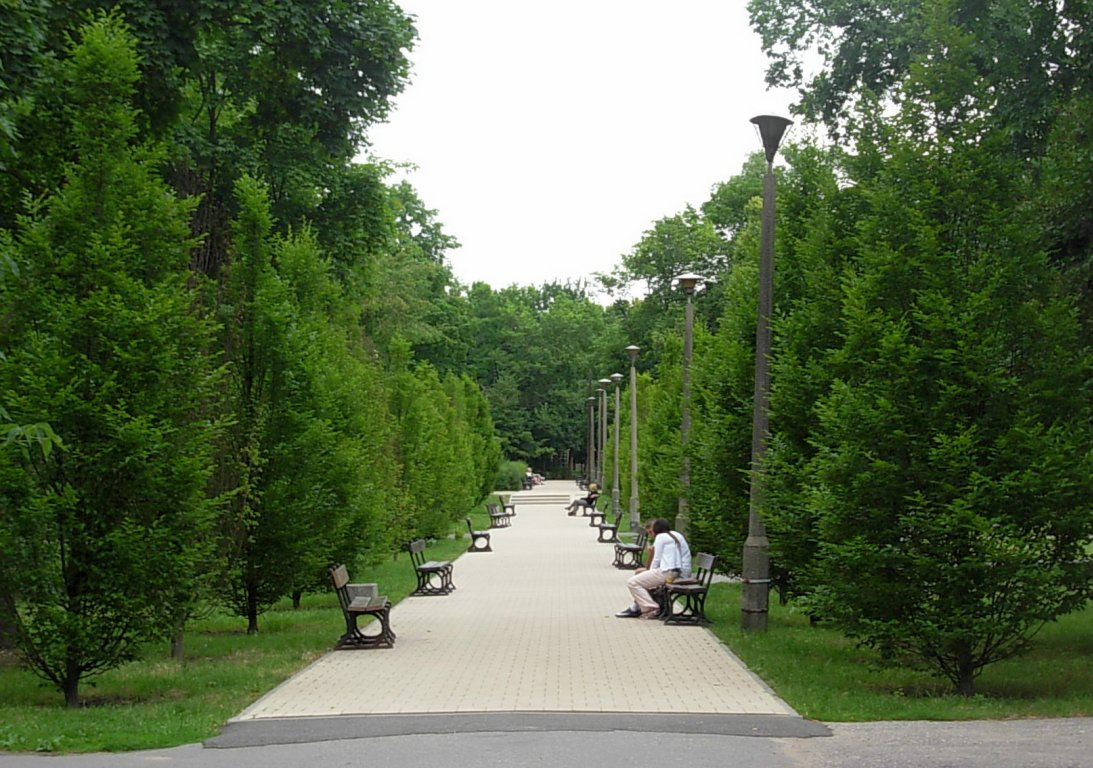
Lối đi.

Công viên Ludowy ở Bydgoszcz (tiếng Ba Lan: Park Ludowy w Bydgoszczy) là một công viên ở trung tâm thành phố Bydgoszcz, Ba Lan, với tổng diện tích là 6,4 ha, bắt đầu hoạt động từ năm 1953. Người bảo trợ công viên là chính trị gia người Ba Lan - Wincenty Witos.

## Vị trí
Công viên Ludowy ở Bydgoszcz tiếp giáp với các phố sau đây: Jagiellońska, Piotrowskiego và Markwarta. Công viên nằm sau Cung thiếu nhi và Tiểu Vương cung thánh đường St. Vincent de Paul.

## Lịch sử
Vị trí hiện nay của công viên từng là một nghĩa trang Tin Lành. Đây là một nghĩa trang lâu đời (từ năm 1778) và lớn nhất ở thành phố. Sau khi giải phóng Bydgoszcz khỏi Đức Quốc xã, nghĩa trang này bị đóng cửa vào giai đoạn 1951-1952. Năm 1953, công viên Ludowy ở Bydgoszcz được thành lập tại đây. Năm 1956, một sân khấu hòa nhạc được xây dựng, cũng như nhiều cơ sở vật chất khác như: gian hàng hay quán cà phê. Năm 1974, Cung thiếu nhi được xây dựng ở phía Nam của công viên. Ngày 3 tháng 6 năm 1984, công viên được đặt dưới sự bảo trợ của chính trị gia người Ba Lan - Wincenty Witos.

## Khám phá
Một số địa danh và tượng đài tự nhiên đáng chú ý xung quanh công viên Ludowy ở Bydgoszcz:
| Đối tượng                                    | Vị trí                              | Nhận xét |
| Đài tưởng niệm chính trị gia Wincenty Witos. | Giữa công viên                      | |
| Sân khấu hòa nhạc                            | Giữa công viên                      | Sức chứa 5.000 người. Đây là nơi tổ chức các sự kiện âm nhạc nhân dịp kỷ niệm 600 năm thành lập thành phố Bydgoszcz. |
| Đài phun nước                                | Giữa tượng đài và sân khấu hòa nhạc | |
| Cây hạt dẻ lâu năm                           | Phía Tây của công viên              | chu vi: 540 cm, cây hạt dẻ đẹp nhất ở Bydgoszcz.                                                                     |
| Cây sồi "Jakub" và "Ryszard"                 | Phía Tây của công viên              | chu vi: 266 cm và 308 cm.                                                                                            |
| Cây thông lớn                                | Trước Cung thiếu nhi                | chu vi: 196 cm. |